# Jodis coeruleata
Jodis coeruleata là một loài bướm đêm trong họ Geometridae.